# Крат Анатолій Анатолійович
Крат Анатолій Анатолійович (19 червня 1959 р., м. Горлівка Сталінської, нині Донецької області) — український поет, перекладач, журналіст. Лауреат міжнародного літературного конкурсу «Гранослов» (1992) та міжнародної літературної премії ім. Миколи Гоголя «Тріумф» (2022). Засновник Херсонського літературно-мистецького гурту дитячих письменників «Малючок-Степовичок». Редактор та упорядник низки науково-популярних і літературно-художніх книг, виданих в Україні й за кордоном.

## Життєпис
Анатолій Крат народився 19 червня 1959 р. в м. Горлівка Донецької області. Закінчив Кременчуцьку середню школу №19, Гадяцьке культурно-освітнє училище ім. І. П. Котляревського і Київський державний інститут культури ім. О. Є. Корнійчука (обидва навчальні заклади - з відзнакою).
Майже чверть віку мешкав у Херсоні. Працював інструктором у школі міліції, викладачем училища культури, бібліографом в обласній дитячій бібліотеці, заступником директора гімназії гуманітарного профілю, редактором ряду періодичних видань. Одна з останніх посад – помічник директора із зв’язків з громадськістю та пресою Херсонської філії ВАТ «Укртелеком».
З 2006 року мешкає в Празі (Чехія). Очолював відділ маркетингу чеського представництва британської фінансової компанії CG Pay Limited, працював головним редактором «Української газети», контент-менеджером міжнародної громадської організації «Українська Європейська Перспектива», а також керівником групи мерчандайзерів в супермаркеті Albert нідерландської групи Ahold Delhaize, яка працює в Чехії. Нині перебуває на творчій роботі.
Автор книжок «Громкий час» (К.: Веселка, 1993), «Координати часу» (К.: Укр. письменник, 1994), «Me quaero. Сповідь на самоті» (Херсон-Київ, 1997), «Очима трави» (Херсон: Персей, 2002), «Забавлянка для Романка» (Херсон: Наддніпряночка, 2006), «Брама у небо» (К.: Факт, 2009), «Азбука жевательная» (Прага, 2013), «Прометей поміж грудей» (К.: Гамазин, 2021). 
Першим в Україні переклав з російської на українську мову драматичні поеми «Смерть» і «Дідусь» російсько-американського письменника Володимира Набокова.